# Fred Foster (productor)
Fred Luther Foster (26 de julio de 1931 - 20 de febrero de 2019)  fue un productor discográfico, compositor y ejecutivo de la industria musical estadounidense fundador de Monument Records y Combine Music. Como productor discográfico estuvo estrechamente asociado con Roy Orbison y también participó en los inicios de las carreras de Dolly Parton y Willie Nelson. Foster sugirió a Kris Kristofferson el título y el tema de " Me and Bobby McGee ",  que se convirtió en un éxito tanto para Kristofferson, como posteriormente para Roger Miller y Janis Joplin, y por el cual Foster recibió el crédito de coautor. 

## Biografía

### Inicios
Foster nació en el Condado de Rutherford (Carolina del Norte) en 1931. Su padre era Vance Hampton Foster y su madre era Clara Marcella (Weaste) Foster. Tenía tres hermanos y cuatro hermanas. Después de la muerte de su padre en 1947, Foster luchó durante dos años para administrar la granja familiar y mantener a su madre. Finalmente, a los 18 años, dejó la granja de su familia en Carolina del Norte y se mudó a Washington D. C., donde consiguió un trabajo en la cadena de restaurantes Hot Shoppes. Mientras trabajaba, conoció al popular artista de música country Billy Strickland, quien lo invitó a uno de sus espectáculos y despertó el interés de Foster por escribir canciones.  Posteriormente comenzó a trabajar para J&F Distributing Co. en Baltimore, donde dirigió la división pop de la empresa. Comenzó a grabar actuaciones locales y supervisó el éxito debut de Jimmy Dean, " Bumming Around ". 
En 1953 comenzó a trabajar para Mercury Records, pero chocó con los ejecutivos de la compañía por su respaldo a los artistas de rockabilly.  A finales de 1955, intentó sin éxito convencer a Fred Talmadge, director de marketing de Mercury, para que contratara a un Elvis Presley de 20 años, que entonces todavía estaba en Sun Records pero con ofertas competitivas de Atlantic y RCA Records. Posteriormente, Foster se unió brevemente a ABC-Paramount, donde adquirió los derechos de la grabación de George Hamilton IV, " A Rose and a Baby Ruth ", que se convirtió en el primer sencillo en alcanzar el millón de ventas para la compañía.  También contrató a Lloyd Price para el sello. .

### Monument Records, Combine Music y el éxito
Después de trabajar en promociones discográficas durante varios años, en marzo de 1958 Foster cofundó Monument Records y la editorial Combine Music con el gerente comercial Jack Kirby y el conocido disc jockey de Baltimore "Buddy" Deane.  Fundada en Washington D. C., el nombre de la marca se inspiró en el Monumento a Washington . 
Para el primer lamamiento del sello, Foster llevó a Billy Grammer al estudio de RCA en Nashville para grabar " Gotta Travel On " con Chet Atkins. Para ello invirtió 1.120 de los 1.200 dólares iniciales de financiación de Monument. Foster negoció que Monument fuera el primer sello distribuido por London Records.  El sencillo de Grammer, lanzado en octubre de 1958, alcanzó las listas de éxitos estadounidenses en diferentes géneros, llegando al puesto 4 en Billboard Hot 100, el puesto 5 en la lista Hot Country Songs y el puesto 14 en la lista Hot R&B Songs en 1959, y vendiendo más de 900.000 copias.  También generó una moda de baile a nivel nacional llamada " The Shag ". Posteriormente, Foster y Dick Flood coescribieron "The Shag (Is Totally Cool)" de Billy Graves, que alcanzó el puesto 53 en la lista Billboard Hot 100. Más tarde ese año, el cofundador de Monument, "Buddy" Dean, vendió su participación del 30% en la empresa a Foster.
A principios de 1959, el mánager de Roy Orbison y presidente de Acuff-Rose, Wesley Rose, se acercó a Foster para proponerle contratar al cantante para Monument Records, y Foster aceptó. Cuando Orbison comenzó a grabar para el sello, pudo desarrollar su característico sonido, lo que dio lugar al lanzamiento de una serie de 18 sencillos de éxito y cinco álbumes récord de ventas, comenzando con el lanzamiento en 1960 de "Only the Lonely".  A Foster se le atribuye su participación en el desarrollo de la carrera de Roy Orbison y la producción de sus primeros éxitos, incluidos " Only the Lonely " – su gran éxito – " Oh, Pretty Woman ", " Running Scared ", " In Dreams ", " Crying ", " It's Over ", " Mean Woman Blues ", " Pretty Paper " y " Blue Bayou ". El escritor Richie Unterberger ha comparado a Foster con productores más conocidos como Phil Spector y Leiber y Stoller, por la forma en que amplió la gama de instrumentación utilizada en los discos de música pop y rock'n'roll, utilizando orquestación y coros de vocalistas, como además de hacer un uso extensivo de los músicos de sesión del Nashville A-Team como Charlie McCoy y Jerry Kennedy. 
En 1960, al darse cuenta de que pasaba más de la mitad de su tiempo en Nashville para grabar sesiones con artistas de Monument, Foster trasladó sus compañías a Hendersonville (Tennessee).   En 1963, Foster amplió su compañía discográfica, fundando el sello subsidiario de soul y R&B Sound Stage 7. Su lista de artistas incluía a Joe Simon, The Dixiebelles, Arthur Alexander e Ivory Joe Hunter.
Desde la salida de Orbison de Monument en 1965, Foster trabajó principalmente con músicos country. Desempeñó un papel importante en los inicios de la carrera de Dolly Parton, contratándola para Monument en 1964, poco después de su llegada a Nashville, y supervisando sus grabaciones, que culminaron con su primer éxito country, " Dumb Blonde ", en 1967. Foster también produjo grabaciones de Willie Nelson, Ray Stevens, Kris Kristofferson, Tony Joe White, Larry Gatlin, Charlie McCoy, Al Hirt, Boots Randolph, Jeannie Seely, Jerry Byrd, Billy Joe Shaver, Grandpa Jones, The Velvets y Robert Mitchum. Foster sugirió a Kris Kristofferson el título y el tema de " Me and Bobby McGee ", que se convirtió en un éxito tanto para el propio Kristofferson, como para Roger Miller y Janis Joplin, y por la que Foster recibió un crédito de coautoría. 

### Estudios de grabación
En 1964, Monument Records adquirió los Sam Phillips Recording Service de Nashville, un estudio de grabación en el último piso del Cumberland Building, una antigua Logia Masónica en el 315 Seventh Avenue North en Nashville, que pasó a llamarse Fred Foster Sound Studios.  Las grabaciones realizadas en estos estudios incluyeron el éxito de Roy Orbison de 1964 " It's Over ", el éxito de Charlie Rich de 1965 "Mohair Sam", el éxito de Ronnie Dove One Kiss For Old Times' Sake y el éxito de Sandy Posey de 1966 " Single Girl ".  A finales de 1967, el contrato de alquiler del estudio se rescindió cuando se vendió el edificio, que más tarde fue demolido. Foster utilizó Music City Records mientras conseguía una nueva ubicación para su estudio.  
Foster encontró la ubicación ideal para los nuevos estudios de grabación y oficinas de su empresa en un edificio de la16th Avenue al final de Music Row, que fue construido originalmente en 1903 como una iglesia presbiteriana.  Terminados en 1969, Monument Recording Studios contaba con un gran espacio de grabación, cámaras de eco acústico, oficina comercial y sala de recreación.  El estudio fue operado por Monument hasta 1975, cuando fue comprado por el productor Chip Young, quien lo operó como una extensión en Nashville de su estudio de grabación Young 'Un Sound. 

### Últimos años
Foster vendió el sello Monument a Sony a principios de la década de 1980. Sin embargo, permaneció activo con su propia productora Sunstone.  Produjo el álbum nominado al Grammy de 2006 de Willie Nelson, You Don't Know Me: The Songs of Cindy Walker y la colaboración de Nelson con Merle Haggard y Ray Price, Last of the Breed (2007). Este último fue el ganador del Grammy 2008 a la Mejor Colaboración Country, por el tema " Lost Highway ". La última producción de Foster fue Meet Me at the River (2018) de Dawn Landes .
Foster murió en Nashville en 2019, a los 87 años, tras una breve enfermedad. Estuvo casado con Lura Bainbridge desde el 27 de febrero de 1974.  Tuvieron un hijo, Vance, y cuatro hijas, Micki, Leah, Brit y Kristin.

## Honores
Foster fue incluido en el Museo y Salón de la Fama de los Músicos el 12 de octubre de 2009,  y en el Salón de la Fama de la Música de Carolina del Norte el 11 de octubre de 2012. 
El 29 de marzo de 2016 se anunció que Foster se convertiría en miembro del Salón de la Fama de la Música Country.  Fue admitido junto a sus los músicos de Carolina del Norte Randy Travis y Charlie Daniels el 16 de octubre de 2016 